# Rod Hanna
Rod Hanna é uma banda brasileira especializada em disco music, com 7 cds e 3 DVDs de releituras e inéditas.
Formada há 23 anos pelo duo Rodrigo Laguna e Nora Hanna já tiveram parcerias  com representantes dos americanos: A Taste of Honey e Boys Town Gang, o ex- The Commodores David Cochrane e os brasileiros: Kiko Zambianchi, As Frenéticas, Luiz Schiavon, Thomas Roth, "DJ Memê" e "Tuta Aquino" .

## Histórico

### O início
Nascidos em Ribeirão Preto – SP – Brasil, o casal Rodrigo Laguna e Nora Hanna já cantavam juntos desde de sua adolescência em 1986, mas foi em 1994 que lançaram seu primeiro CD, o “Rod Hanna” que deu nome ao Duo e em seguida a banda. Produzido pelo conterrâneo cantor e compositor, Kiko Zambianhchi, o CD  tem composições inéditas de Rodrigo e Kiko e a regravação dance de “You've Got a Friend”(Carole King).

### Segundo CD
Em 1996  Rod Hanna lançou seu segundo CD, o  “Vinil” pela gravadora Velas, onde assumiram toda a influencia da disco music e dos anos 70. Com calças boca de sino, cabelos black power, sapatos plataforma, buás, plumas e paetês. Rod Hanna se destacou não só pela música como também por suas roupas de época, feitas com pesquisa e arte por figurinistas renomados, em especial Sandra Fukelman que permanece com a banda até hoje.

### Clipe e espaço na mídia
O clipe Vinil dirigido pelo diretor de cinema Geraldo Santos teve um bom espaço na MTV.
Em 1999 veio a parceria com Thomas Roth da Lua Music e o CD Disco produzido Rodrigo Laguna com suas músicas próprias e releituras, cheio de sampler e timbragem da era Disco. Além da MTV e vários outras emissoras, o grupo teve matéria de 5 minutos no Fantástico da Globo, numa reportagem sobre a volta da Discoteca.

### Shows ao vivo
Com a transição do Vinil a maioria das pessoas não tinham acesso aos títulos que ainda não haviam sido relançados em CD. Com isso os shows do Rod Hanna eram uma das únicas maneiras de se ouvir aquelas músicas de Earth, Wind and Fire, Donna Summer, Bee Gees e cia. Foi aí que veio a necessidade de gravar seus shows ao vivo e registrar em CD também pela Lua Music, o DiscoFesta I, no ano 2000.  Logo após o retrô-futurista mas autoral, “2070” em 2001.
Em 2003 o DiscoFesta II que  além da gravação ao vivo, trouxe duas faixas bônus produzidas pelo maior Hit Maker do país, DJ Memê: A regravação de “Heaven Knows” (Donna Summer) em seguida fez parte da coletânea “As músicas do programa Amaury Jr” que recebeu o disco de ouro.  A inédita “Pra você Voltar” (Fabinho Almeida/Ian) escolhida e produzida por Memê, além de fazer parte da programação da MTV, foi executada todos os domingos dos 5 meses em que a banda participou ao vivo do programa “O Jogo da Vida” na TV Bandeirantes e teve espaço nas rádios paulistas.

### DVDs
Em 2005 gravaram seu primeiro DVD também pela Lua Music com um show ao vivo para mais de 6 mil pessoas em sua cidade natal e contou com a participação de Kiko Zambianchi e As Frenéticas.
Em 2009 lançaram o CD e o DVD ao vivo, “Disco Club” pela Universal Music, que contou com a participação da cantora americana Cynthia Manley, do grupo Boys Town Gang.

### Mamma Mia
Em 2010 deram início a parceria com o empresário Manoel Poladian que montou o show Mamma Mia onde dividiram o palco com o grupo Abba Magic, cover do grupo ABBA.

### Rod Hanna on Broadway
Em 2012 estrearam o “Rod Hanna on Broadway, a Festa dos Musicais” celebrando o amor dos brasileiros por musicais  já que o Brasil se tornou o terceiro no mundo nas remontagens de peças da Broadway. O tópico principal são os musicais que abordaram a Disco como: Priscilla, a Rainha do Deserto, Mamma Mia e os Embalos de Sábado a Noite, mas a grande homenagem deste show é a Carmem Miranda do Brasil que foi a grande estrela da Broadway nos anos 40. O show ainda está em cartaz intinerante e já passou por Porto Alegre, Natal, Recife, Belo Horizonte, Fortaleza, Rio de Janeiro e completa mais de 20 apresentações no teatro Bradesco em São Paulo. Foi gravado um DVD deste show e disponibilizado no Youtube e no site: www.rodhanna.com.br

### Rod Hanna pelo Brasil e pelo mundo
Em 2014 pra comemorar os 20 anos de banda, a Poladian trouxe o grupo A Taste of Honey do sucesso Boogie Oogie Oogie pra dividir o palco com o Rod Hanna numa turnê pelo Brasil. Foi assim que conheceram David Cochrane ex-Commodores e parceiro de composições e de produção de Lionel Richie até hoje. David acreditando que o Rod Hanna poderia ter uma carreira internacional convidou-os pra gravarem juntos em seus estúdios em Los Angeles. A primeira faixa escolhida por David foi o “Pra você Voltar” que recebeu a produção e a participação de David nos vocais e em versos incidentais. Nora escreveu um novo refrão em inglês e a canção passou a se chamar “Pra você Voltar - To Have You Again”.
Esse track foi remixado pelos Djs Waltinho Ponce e Flávio Miranda numa versão House EDM e será lançado no Brasil e nos Estados Unidos, juntamente com o clipe que tem cenas gravadas no Pier de Santa Monica em Los Angeles. A data prevista para o lançamento é dia 29/06/2016, mesma data em que foi lançado o primeiro CD Rod Hanna em 1994.

## Discografia
- 1994 - CD: Rod Hanna
- 1996 - CD: Rod Hanna – Vinil
- 1999 - CD: Rod Hanna Disco
- 2000 - CD: Discofesta – 70’s Superhits
- 2002 - CD: Rod Hanna 2070
- 2003 - CD: Discofesta 2 – 70’s/80’s Superhits
- 2005 - DVD: Rod Hanna
- 2009 - DVD: Rod Hanna Disco Club 70’s 80’s Superhits
- 2009 - CD: Rod Hanna Disco Club 70’s 80’s Superhits
- 2012 - Rod Hanna On Broadway